# ليرجيت 25
ليرجيت 25 (بالإنجليزية: Learjet 25)‏ هي نفاثة أعمال أنتجت في 1966. من صناعة ليارجيت. كان أول طيران لها في أغسطس 12, 1966. دخلت الخدمة في 1967، صنع منها 369 طائرة.